# فناوری هوافضا

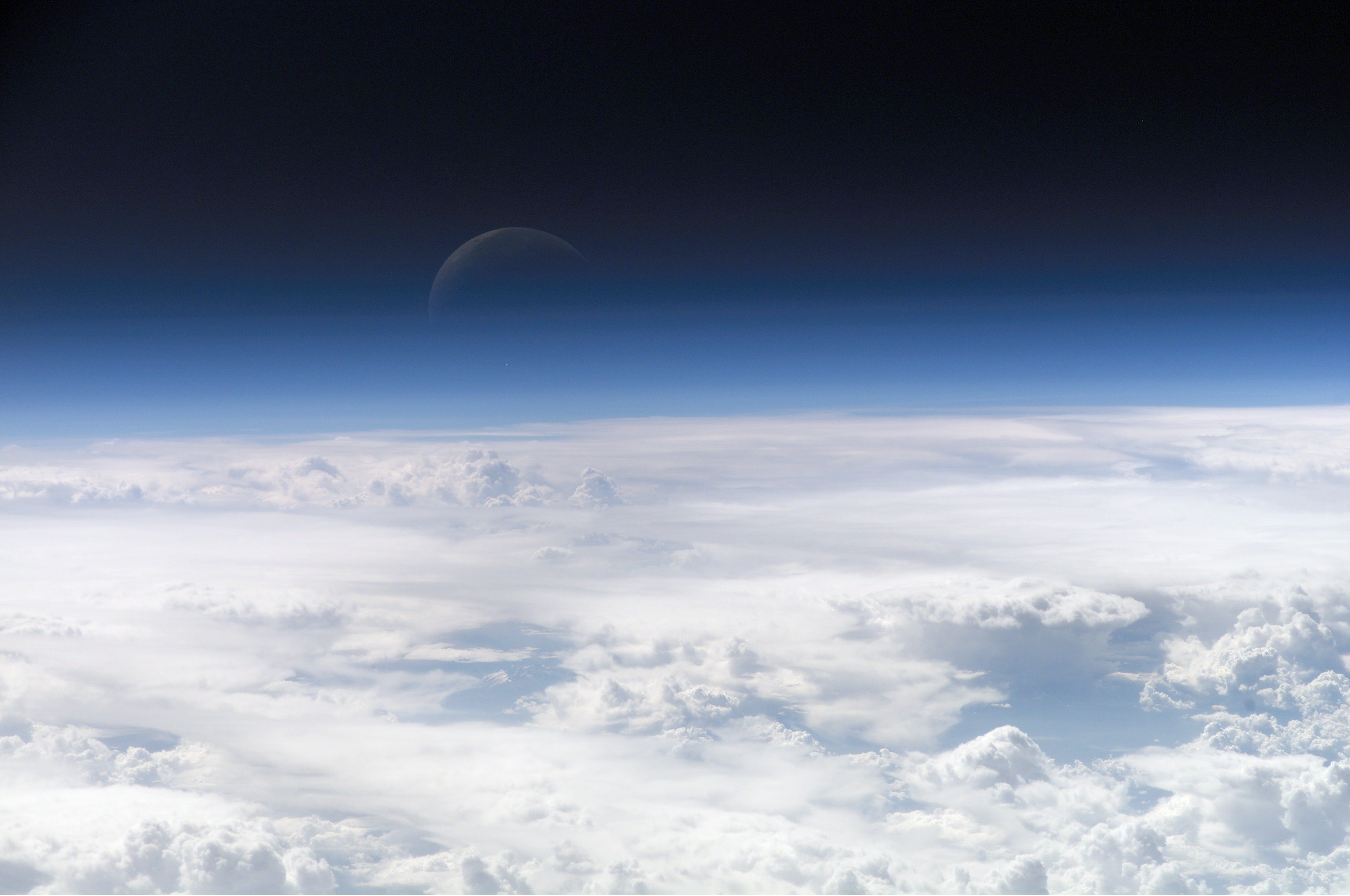
نمایی از جو زمین با ماه و فراتر از آن

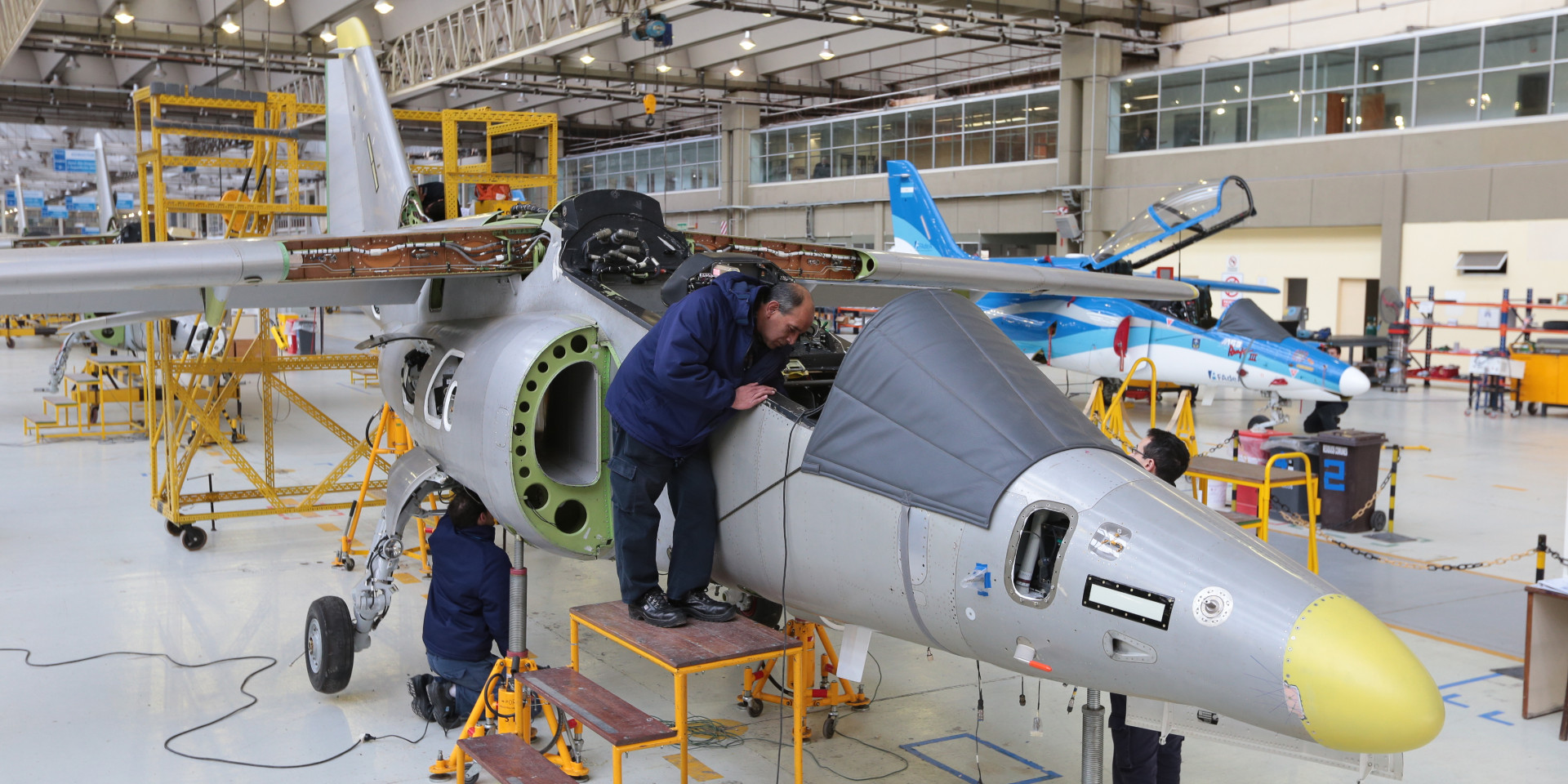
خط تولید هواپیمای آموزشی، آفندی آی. ای-۶۳ پامپا در کارخانه فابریکا آرخنتینا دی آویونس واقع در آرژانتین

هوافضا (به انگلیسی: Aerospace) شامل جو زمین و فضای پیرامون آن است، که گاهی فضای بیرونی نیز نامیده می‌شود. به‌طور کلی این اصطلاح برای اشاره به صنایع و پژوهش‌هایی که طراحی، ساخت، عملیات و نگهداری خودروهایی که در هوا و فضا حرکت می‌کنند را در برمی گیرد.

به سخن دیگر هوافضا به مجموعهٔ دانش‌ها و فناوری‌های مرتبط با هوا و فضا گفته می‌شود. هوافضا یک صنعت چند گرایشی است که کاربردهای بازرگانی، صنعتی و نظامی را دربرمی‌گیرد.
در بیشتر کشورهای صنعتی، هم بخش خصوصی و هم بخش دولتی در صنایع هوافضا سرمایه‌گذاری می‌کنند. برای نمونه در ایالات متحده ناسا برنامهٔ فضایی دارد که بودجهٔ آن از طریق مالیات از مردم فراهم می‌شود.
به‌طور ویژه
مبحث هوانوردی و فضانوردی زیرمجموعهٔ این فناوری هستند. تاریخچهٔ این فناوری به زمان تلاش‌های
ابتدایی برای پرواز، اختراع هواپیما و ساخت نخستین موشک‌ها بر می‌گردد.